# Igor Polyansky
Igor Polyansky (russe : Игорь Полянский), né le 20 mars 1967, est un nageur soviétique, spécialiste des épreuves de dos. Il est notamment champion olympique du 200 mètres dos en 1988 et a détenu plusieurs records du monde en grand bassin.

## Palmarès, records et distinctions

### Palmarès

#### Jeux olympiques
- Jeux olympiques d'été de 1988 à Séoul (Corée du Sud) :
  -  Médaille d'or du 200 mètres dos.
  -  Médaille de bronze du 100 mètres dos.
  -  Médaille de bronze au titre du relais 4 × 100 mètres quatre nages.

#### Championnats du monde en grand bassin
- Championnats du monde 1986 à Madrid (Espagne) :
  -  Médaille d'or du 100 mètres dos.
  -  Médaille d'or du 200 mètres dos.
  -  Médaille de bronze au titre du relais 4 × 100 mètres quatre nages.

#### Championnats d'Europe en grand bassin
- Championnats d'Europe 1985 à Sofia (Bulgarie) :
  -  Médaille d'or du 100 mètres dos ;
  -  Médaille d'or du 200 mètres dos.
- Championnats d'Europe 1987 à Strasbourg (France) :
  -  Médaille d'or au titre du relais 4 × 100 mètres quatre nages ;
  -  Médaille d'argent du 200 mètres dos.

### Records

#### Records du monde battus
Ce tableau détaille les 3 records du monde individuels battus en grand bassin par Igor Polyansky durant sa carrière.
| Épreuve                   | Temps         | Compétition | Lieu          | Date       |
| 100 m dos en grand bassin | 55 s 17       |             | Tallinn, URSS | 15/03/1988 |
| 100 m dos en grand bassin | 55 s 16       |             | Tallinn, URSS | 16/03/1988 |
| 100 m dos en grand bassin | 55 s 00       |             | Moscou, URSS  | 16/07/1988 |
| 200 m dos en grand bassin | 1 min 58 s 14 |             | Erfurt, RDA   | 03/03/1985 |